# Melicytus samoensis
Melicytus samoensis är en tvåhjärtbladig växtart som först beskrevs av Christophersen, och fick sitt nu gällande namn av Albert Charles Smith. Melicytus samoensis ingår i släktet Melicytus och familjen Achariaceae. Inga underarter finns listade i Catalogue of Life.